# Coenosia atrata
Coenosia atrata este o specie de muște din genul Coenosia, familia Muscidae, descrisă de Walker în anul 1853. Conform Catalogue of Life specia Coenosia atrata nu are subspecii cunoscute.